# North Country Trail
Le North Country Trail est un sentier de randonnée américain qui traverse le nord du pays, s'étendant sur environ 4 600 milles (7 403 kilomètres) entre Crown Point, dans l’est de l'État de New York, et le parc national de Lake Sakakawea, dans le centre du Dakota du Nord. Le sentier est classé National Scenic Trail depuis 1980. 
Traversant sept États, New York, Pennsylvanie, Ohio, Michigan, Wisconsin, Minnesota et Dakota du Nord, il s’agit du plus long des National Scenic Trail. Au début de 2019, 3 130 milles (5 037 km) du sentier étaient en place.
Le North Country Trail est administré par le National Park Service, géré par des agences fédérales, des États et locales, et construit et entretenu principalement par les bénévoles de la North Country Trail Association (NCTA).

## Parcours
Le sentier est généralement limité aux déplacements à pied (randonnée, raquette ou ski de fond). Les autres utilisations non motorisées, telles que le vélo et l'équitation, sont généralement limitées aux zones spécialement conçues pour résister à une telle utilisation.